# Trou bleu de Dean
Cet article possède des paronymes, voir Trou bleu et Blue Hole.
Le Trou Bleu de Dean (Dean's Blue Hole en anglais), avec 202 mètres de profondeur, est un trou bleu qui se situe aux Bahamas, dans la baie ouest de Clarence Town, près de la plage de Dean's beach,  à Long Island. Cette doline sous-marine est à peu près circulaire en surface, le diamètre varie entre 25 et 35 mètres. Après une descente de 20 mètres, le trou se transforme en une caverne d'une centaine de mètres de diamètre.
Il était le plus profond du monde avant la découverte du Trou du dragon situé en mer de Chine méridionale.
Chaque année ce site de plongée accueille des milliers de visiteurs car, outre sa géologie particulière, il abrite une multitude d'espèces de poissons  exotiques. Le snorkeling mais surtout la plongée sous-marine permettent de le découvrir.

## Histoire
Le trou s'est formé durant l'ère glaciaire, alors que la mer était à un niveau bien plus bas qu'aujourd'hui. Au fil du temps, l'eau de pluie a érodé les couches  calcaires, formant un vaste trou rempli d'eau avec des gouffres et des grottes verticaux.
Le fond a été atteint en 1992 par Jim King.
En mai 2010, l'apnéiste Français Guillaume Néry, filmé par Julie Gautier, a réalisé une fiction artistique de "base-jump" dans ce trou .
Le 12 décembre 2010, William Trubridge y a battu le record du monde d'apnée en poids constant sans palmes, avec une profondeur de 100 m.
Le 24 novembre 2012, le record du monde en poids constant monopalme est battu par Alexey Molchanov à -126 m dans ce trou bleu.
Le 21 juillet 2016, William Trubridge y a battu son propre record du monde d'apnée en poids constant sans palmes, avec une profondeur de 102 m.
Le 5 aout 2022, Arnaud Jerald y décroche le record du monde en poids constant bi-palmes, avec une profondeur de 119 m lors de la 5ème journée du Vertical Blue.